# カチナ谷
カチナ谷（カチナたに、英: Kachina Chasmata）は、天王星の衛星の1つであるアリエルに存在する谷である。アリエルに存在する既知の谷の中では最も深い。

## 概要
カチナ谷は北西から南東の方向に正断層で構成され、既知の長さは約622 kmである。なお、全長は約1800 kmから最大でも2200 km程度であろうと推定されている。これは、同じく天王星の衛星の1つであるティタニアに存在するメッシーナ谷と同程度の規模である。メッシーナ谷と同じ、いくつかのクレーターを横切っており、比較的若い構造と考えられる。
名前はホピ族の精霊カチナに由来する。